# Miradouro Sophia de Mello Breyner Andresen
O Miradouro Sophia de Mello Breyner Andresen, antigo Miradouro da Graça, encontra-se na freguesia de São Vicente (Graça), no antigo adro da Igreja do Convento da Graça de Lisboa.
No largo da Graça, junto à igreja, existe uma esplanada no Miradouro da Graça onde se pode desfrutar de uma das mais belas vistas da cidade. Esta vista só é suplantada pela do Miradouro da Senhora do Monte, que fica a uma escassa centena de metros. 
O panorama de telhados e prédios é menos espetacular do que a vista do castelo, mas é um local popular. O bairro popular da Graça desenvolveu-se no fim do século XIX. Por detrás do Miradouro fica o referido mosteiro agostiniano, fundado em 1271 e reconstruído depois do terramoto.

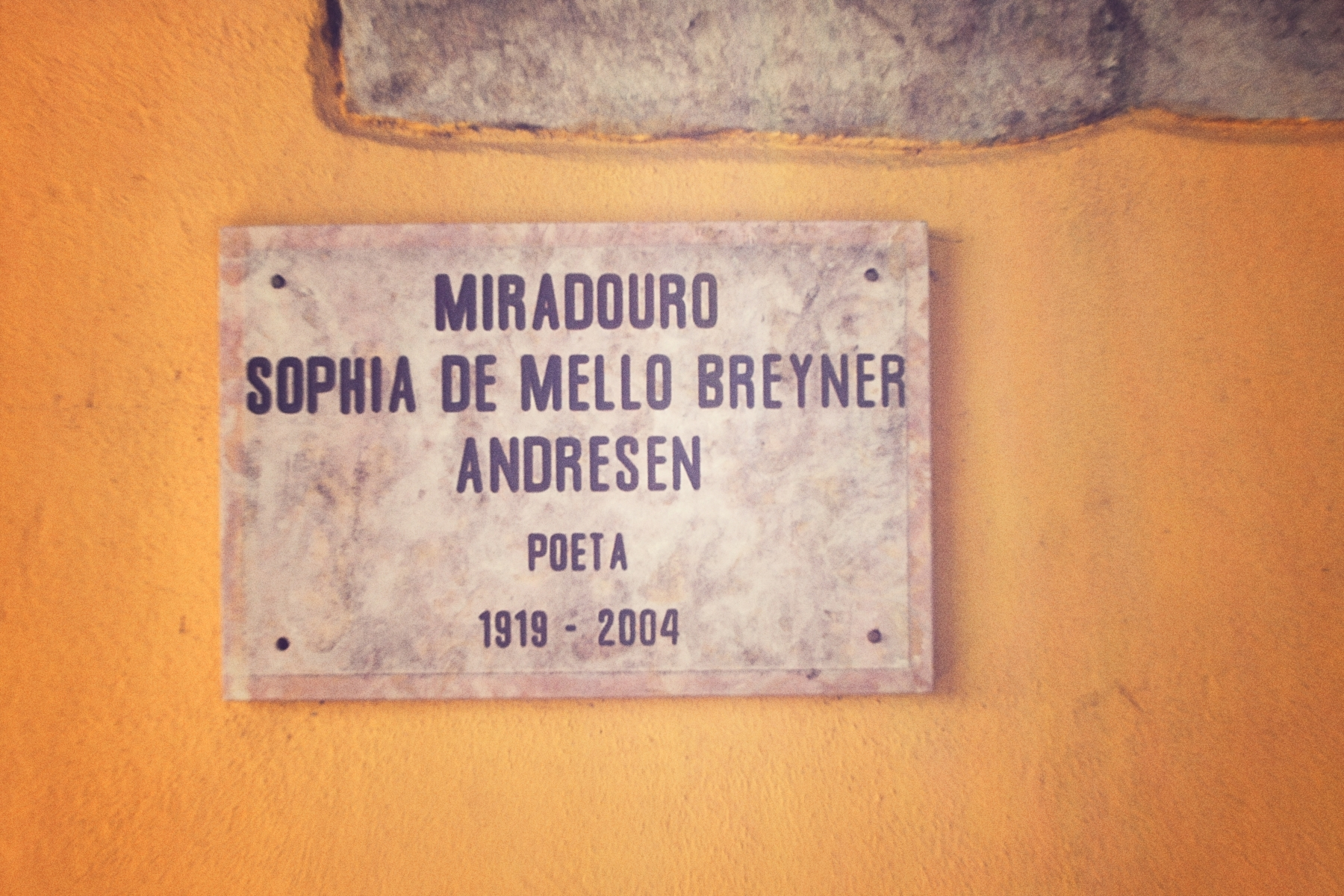
Placa toponímica.
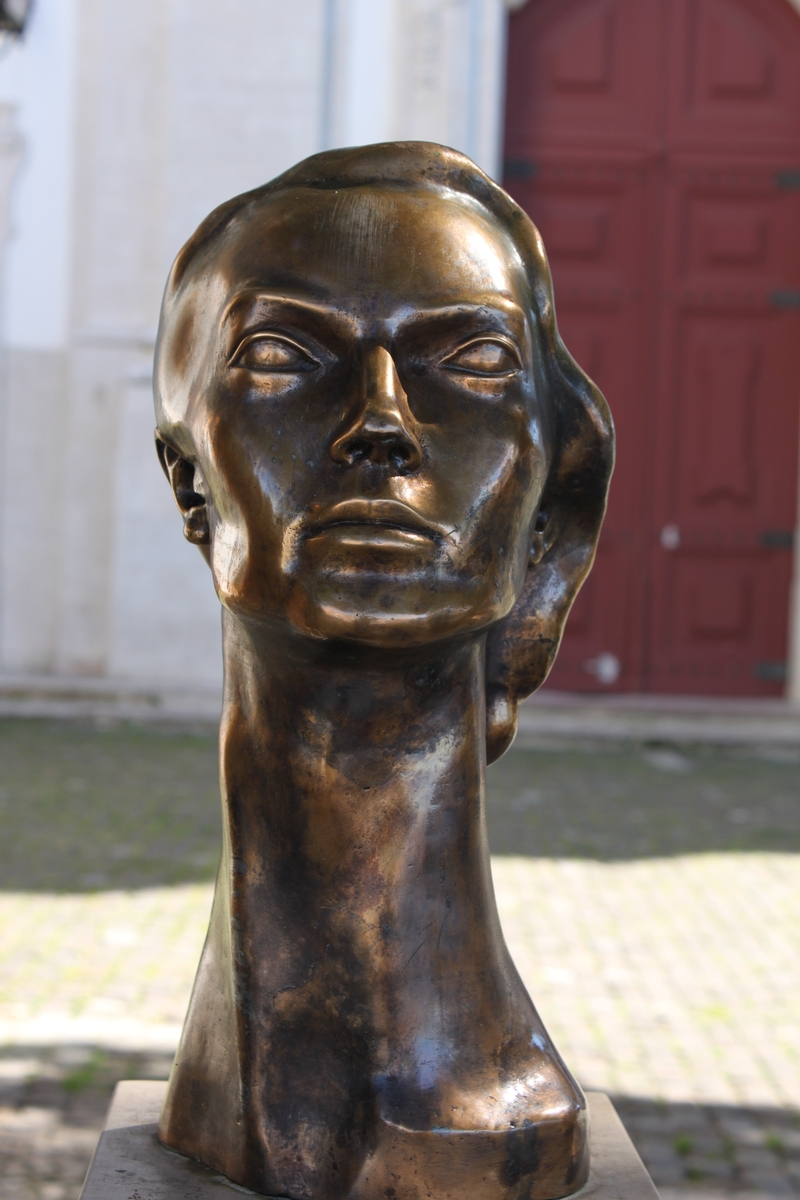
Busto de Sophia de Mello Breyner Andresen
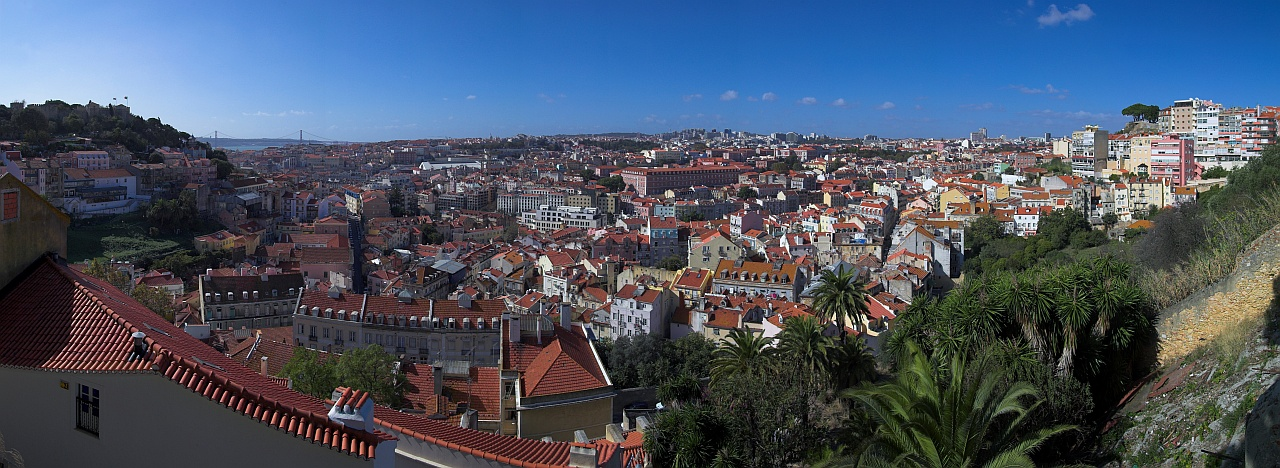
Vista panorâmica.
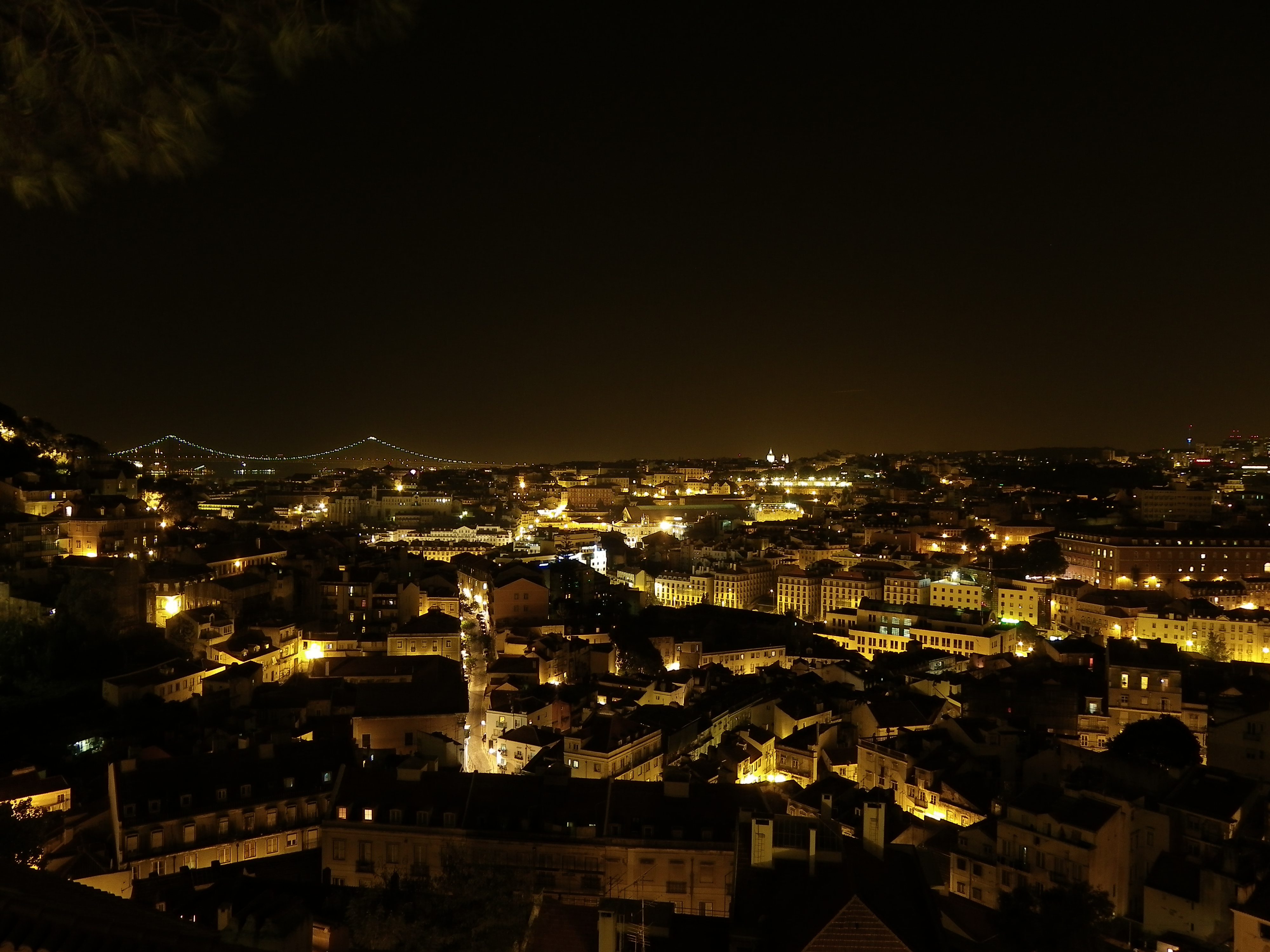
Vista de Lisboa a partir do Miradouro da Graça num dia de outono